# Рей Армстед
Рей Армстед (англ. Ray Armstead; нар. 27 травня 1960, Сент-Луїс, США) — американський легкоатлет, що спеціалізується на спринті, олімпійський чемпіон 1984 року.

## Кар'єра
| Рік             | Змагання         | Місто             | Місце           | Дисципліна            | Примітки        |
| Представник США | Представник США  | Представник США   | Представник США | Представник США       | Представник США |
| --------------- | ---------------- | ----------------- | --------------- | --------------------- | --------------- |
| 1984            | Олімпійські ігри | Лос-Анджелес, США | 1               | естафета 4×400 метрів | 2:57.91         |